# 邦萨罗内葡萄酒
邦萨罗内葡萄酒（Bonzarone）是由一家位于意大利蒙特圣彼得罗的酒厂生產的赤霞珠葡萄酒。葡萄酒酒莊目前由兰贝蒂尼家族持有。